# Amelia Bloomer
Amelia Jenks Bloomer (Homer, 27 de maio de 1818 – Council Bluffs, 30 de dezembro de 1894) foi uma defensora dos direitos das mulheres e do Movimento de Temperança. Mesmo que ela não tenha criado o estilo de reforma de roupas femininas conhecido como bloomers, seu nome foi associado ao movimento por seu forte apoio desde o seu início. Através da sua atuação no The Lily, ela se tornou a primeira mulher a possuir, operar e editar um jornal para mulheres.

## Biografia
Amelia Jenks nasceu em 1818 na cidade de Homer, em Nova York, filha de Ananias Jenks e Lucy (Webb) Jenks. Ela era uma das mais jovens de sua grande família, tendo pelo menos 4 irmãs e 2 irmãos. Ela veio de uma família modesta e recebeu apenas alguns anos de educação formal na escola do distrito local.

## Carreira
Depois de um breve período como professora de escola aos 17 anos, ela decidiu se mudar e foi morar com sua irmã recém-casada, Elvira, em Waterloo. Dentro de um ano ela se mudou para a casa da família Oren Chamberlain em Seneca Falls para atuar como governanta para seus três filhos mais novos.
Em 15 de abril de 1840, aos 22 anos, casou-se com o estudante de direito, Dexter Bloomer, que a encorajou a escrever para seu jornal de Nova York, o Seneca Falls County Courier. Bloomer apoiou o ativismo de sua esposa e até desistiu de beber como parte do Movimento de Temperança.
Ela passou seus primeiros anos em Cortland County, Nova York. Bloomer e sua família se mudaram para Iowa em 1852.

## Ativismo social
Em 1848, Bloomer participou da Convenção de Seneca Falls, a primeira convenção dos direitos das mulheres, embora não tenha assinado a Declaração de Sentimentos e resoluções posteriores, devido à sua profunda ligação com a Igreja Episcopal. Porém, esse encontro serviria de inspiração para começar seu jornal.
No ano seguinte, passou a editar o primeiro jornal de e para mulheres, o The Lily. Publicado quinzenalmente de 1849 a 1853, o jornal começou como uma publicação sobre o Movimento da Temperança, mas passou a ter uma ampla mistura de conteúdos que abordavam desde receitas até folhetos moralistas, principalmente quando sob a influência das sufragistas Elizabeth Cady Stanton e Susan B. Anthony. Bloomer achava que, como as professoras eram consideradas impróprias, escrever era a melhor maneira de as mulheres trabalharem pela reforma.
Originalmente, o The Lily deveria ser para “distribuição doméstica” entre os membros da Seneca Falls Ladies Temperance Society ("Sociedade de Temperança das Senhoras de Seneca Falls"), que havia se formado em 1848, mas, eventualmente, teve uma circulação de mais de 4.000 exemplares.
O jornal encontrou vários obstáculos logo no início e o entusiasmo da Sociedade se esvaiu. Bloomer sentiu o compromisso de publicar e assumiu total responsabilidade pela edição e publicação do artigo. Originalmente, a primeira página, que continha o título, levava a legenda “Publicado por um comitê de senhoras”. Mas depois de 1850, apenas o nome de Bloomer apareceu no cabeçalho. Este jornal foi um modelo para periódicos posteriores focados no sufrágio feminino.
Bloomer descreveu sua experiência como a primeira mulher a possuir, operar e editar um veículo de notícias para mulheres:
"Era um instrumento necessário para difundir a verdade de um novo evangelho para a mulher, e eu não podia segurar minha mão para deter o trabalho que havia começado. Não vi o fim desde o início e sonhei aonde minhas proposições para a sociedade me levariam."

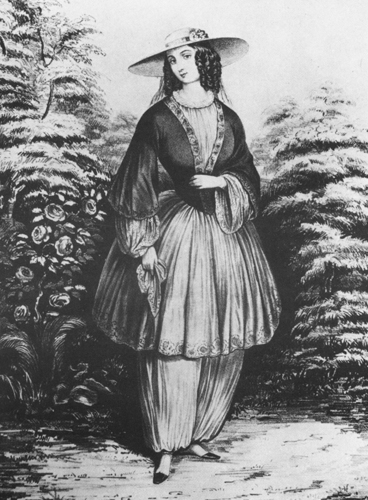
Terno Bloomer

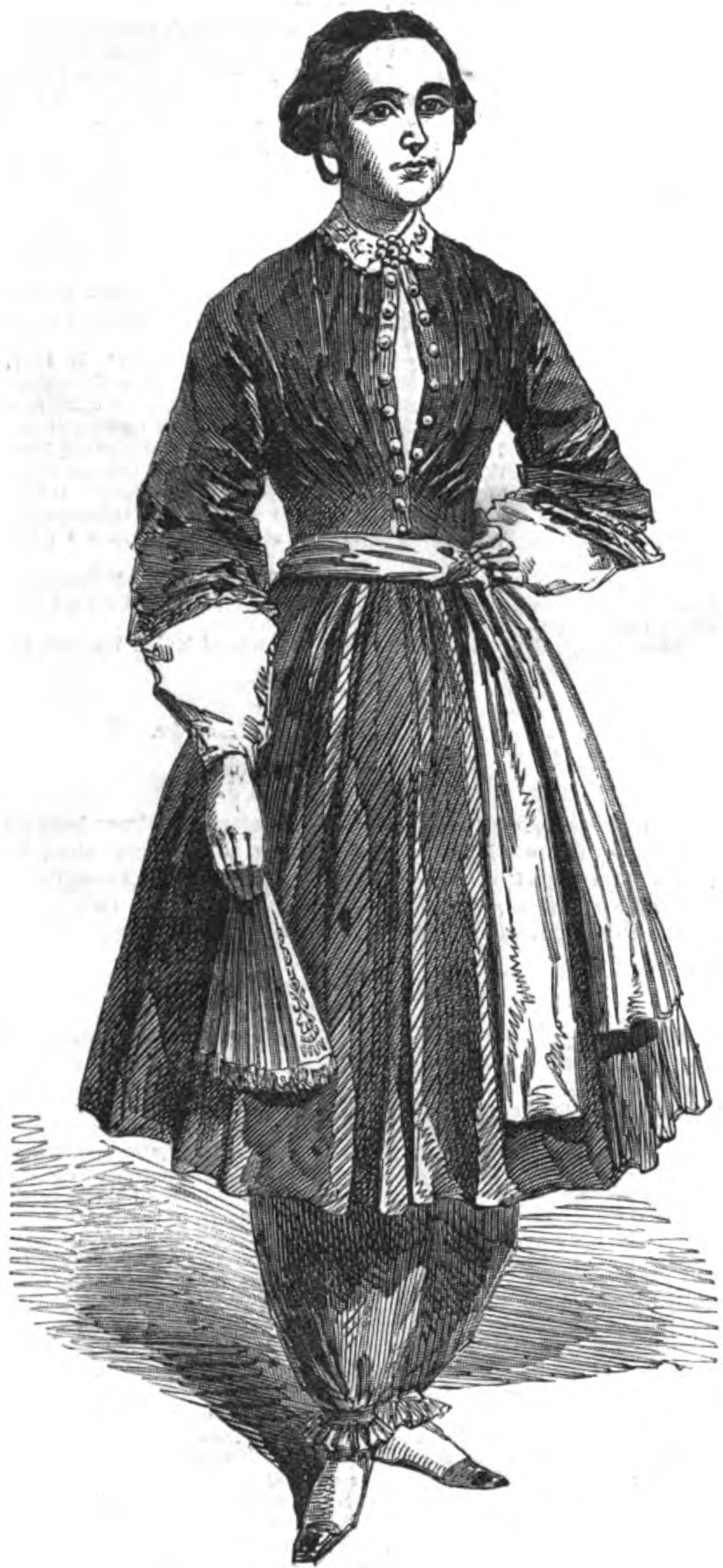
Representação de Amelia Bloomer vestindo o famoso traje "bloomer", que recebeu seu nome, e era composto por uma túnica e pantaletes

Em sua publicação, Bloomer promoveu uma mudança nos padrões de vestimenta das mulheres que seriam menos restritivos nas atividades regulares.
Em 1851, a ativista de temperança da Nova Inglaterra, Elizabeth Smith Miller (também conhecida como Libby Miller), adotou o que ela considerava um traje mais racional: calças soltas reunidas nos tornozelos, como as calças femininas usadas no Oriente Médio e na Ásia Central, encimadas por um vestido curto ou saia e colete. Miller exibiu sua nova roupa para Stanton, sua prima, que a achou sensata e adequada, e a adotou imediatamente. Neste traje, Stanton visitou Bloomer, que começou a usá-lo e promovê-lo com entusiasmo em sua revista. Artigos sobre a tendência de vestuário foram apanhados no The New York Tribune. Mais mulheres usavam a moda que foi prontamente apelidada de The Bloomer Costume ("A fantasia de Bloomer") ou "Bloomers". No entanto, os Bloomers foram submetidos ao ridículo incessante na imprensa e assédio na rua. A própria Bloomer abandonou a moda em 1859, dizendo que uma nova invenção, a crinolina, era uma reforma suficiente para que ela pudesse retornar ao vestido convencional. 
Também em 1851, Bloomer apresentou as sufragistas Elizabeth Cady Stanton e Susan B. Anthony uma à outra.
Em 1854, quando Bloomer e seu marido decidiram se mudar para Council Bluffs, Iowa, Bloomer vendeu The Lily para Mary Birdsall em Richmond, Indiana. Birdsall e a Dra. Mary F. Thomas mantiveram a publicação pelo menos até 1859.
Bloomer permaneceu uma pioneira do sufrágio e escritora ao longo de sua vida, escrevendo para uma ampla variedade de periódicos. Embora Bloomer fosse muito menos famosa do que algumas outras feministas, fez muitas contribuições significativas para o movimento das mulheres — particularmente no que diz respeito à reforma do vestuário. Bloomer também liderou campanhas de sufrágio em Nebraska e Iowa e serviu como presidente da Iowa Woman Suffrage Association de 1871 até 1873.

## Morte e enterro
Bloomer morreu em 1894, aos 76 anos, e está enterrada no Cemitério Fairview, em Council Bluffs, Iowa.

## Comemorações

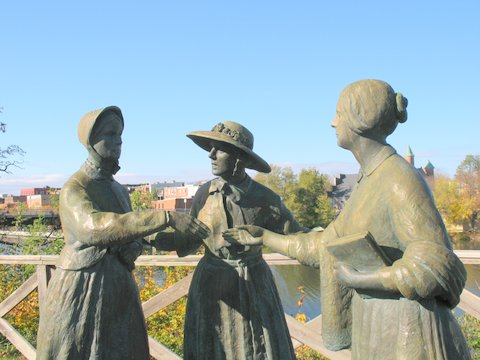
Estátua, chamada When Anthony Met Stanton ("Quando Anthony conheceu Stanton"), imortalizando o encontro de 1851 de Elizabeth Cady Stanton, Susan B. Anthony e Amelia Bloomer em Seneca Falls, Nova York

Amelia Bloomer é comemorada junto com Elizabeth Cady Stanton, Sojourner Truth e Harriet Ross Tubman no calendário dos santos da Igreja Episcopal, em 20 de julho. Em 1975, ela foi introduzida no Hall da Fama das Mulheres de Iowa. Em 1980, sua casa em Seneca Falls, em Nova York, conhecida como a Casa de Amélia Bloomer, foi listada no Registro Nacional de Lugares Históricos. Em 1995, ela foi introduzida no National Women's Hall of Fame.
Em 1999, uma escultura de Ted Aub foi revelada comemorando o episódio quando, em 12 de maio de 1851, Bloomer apresentou Susan B. Anthony a Elizabeth Cady Stanton. Esta escultura, chamada When Anthony Met Stanton ("Quando Anthony conheceu Stanton"), consiste nas três mulheres retratadas como estátuas de bronze em tamanho natural. A obra foi colocada com vista para o Lago Van Cleef em Seneca Falls, Nova York, onde ocorreu a introdução.
De 2002 a 2020, a American Library Association produziu uma lista anual Amelia Bloomer de livros recentemente publicados com conteúdo feminista significativo para leitores mais jovens. No entanto, em 2020, o nome da lista foi alterado para Rise: A Feminist Book Project ("Rise: um projeto de livro feminista"), para idades de 0 a 18 anos, com a seguinte explicação: "O projeto promove literatura feminista de qualidade para jovens leitores desde 2002 como parte da Feminist Task Force ("Força-Tarefa Feminista") e a Social Responsibilities Round Table ("Mesa Redonda de Responsabilidades Sociais"). [Em 2020,] o comitê foi informado de que, embora Amelia Bloomer tivesse uma plataforma como editora, ela se recusou a falar contra a Lei do Escravo Fugitivo de 1850. SRRT e FTF acreditam que bibliotecários e bibliotecas devem trabalhar para corrigir problemas e desigualdades sociais com atenção especial à interseccionalidade, feminismo e anti-racismo deliberado. Como resultado, o comitê votou por unanimidade a favor de uma mudança de nome. Rise: A Feminist Book Project for Ages 0-18, reflete a diversidade e inclusão pela qual o feminismo como um todo – e este comitê especificamente – se esforça."